# 南·戈丁
南希·"南"·戈丁（英語：Nancy "Nan" Goldin，1953年9月12日—）是一位美国摄影师。她在纽约，柏林和巴黎生活和工作。

## 生平

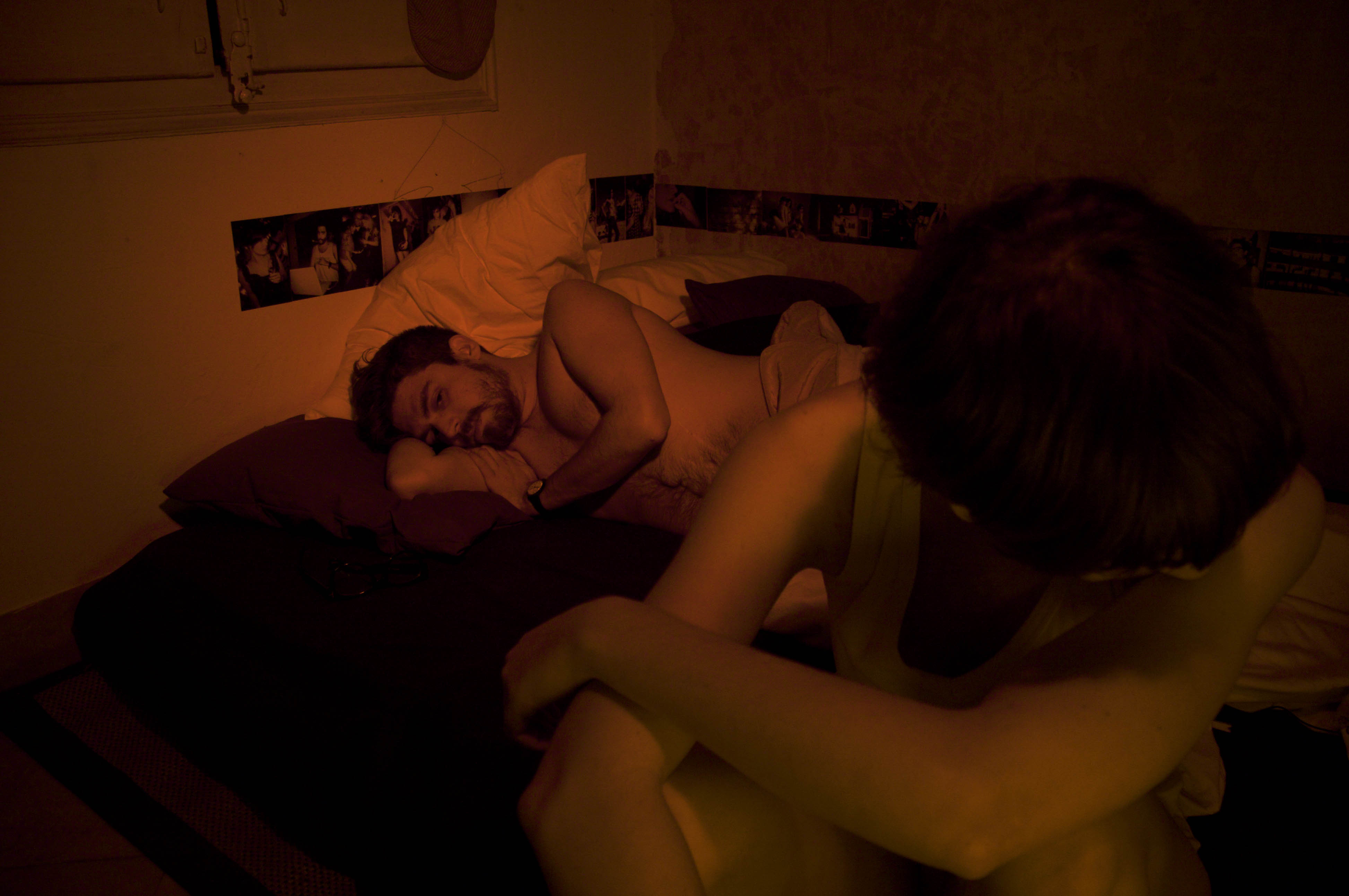
巴塞罗那艺术指导课程的自画像项目。艺术指导与造型。Dita、Nan、Maura 和你，由 Jordi Marin 和 Estel Román 拍摄。

戈丁出生于华盛顿，成长在波士顿郊区列克星敦的一个中产阶级犹太家庭。戈丁的父亲曾在广播工作，并担任美国联邦通信委员会首席经济学家。在附近的高中毕业后，她就读于一所社区学校，在1968年其中一位老师介绍她去学习相机。戈丁当时十五岁。1973年她的首次个展在波士顿举行，作品是基于她在城市里的同性恋和变性人社区的摄影之旅，这是经由她的朋友David Armstrong介绍。戈丁1978年毕业于塔夫茨大學。
毕业后，戈丁搬到纽约。她开始记录伴随着充满活力城市的乐坛後龐克新浪潮和20世纪70年代末和80年代初的后石墙同性恋亚文化。她尤其描绘了包厘街附近的硬毒品亚文化，这些照片，拍摄于1979年至1986年，构成了著名作品《The Ballad of Sexual Dependency》—标题来源于贝托尔特·布莱希特的音乐剧《三文钱的歌剧》中的一首歌。摄影集在帮助下出版，这些唯美的照片描绘了吸毒，暴力，侵略性夫妻的瞬间。照片展示了戈丁通过旅行和她的生活所产生的转变。她的大部分拍摄对象都死于上世纪90年代，死因大都是藥物過量或艾滋病；其中包括她的朋友和经常拍摄对象Greer Lankton和Cookie Mueller。除了《Ballad》，她还有两个关于包厘街的系列作品。
戈丁的作品经常以幻灯片的形式出现在电影节上。她早期摄影作品的主题是爱情，性别，家庭生活和性生活；这些照片通常以现场光拍摄。她深情地记录照镜子的妇女，在浴室和酒吧间的女孩，变装皇后，性行为，和迷恋和依赖的文化。这些图像被认为像私人日记被公开。在《Auto-Focus》这本书中，她的照片被描述为一种“学习对她和她最亲近的人亲密的故事和细节”。摄影时她有不妥协的方式和风格，例如对于如吸毒，性，暴力，争论和旅行。1984年作品《Nan One Month After Being Battered》，这是她用来回复她的身份和她的生活的标志性形象。
自1995年以来戈丁的作品包括主题范围更广泛：和日本摄影师荒木经惟合作的作品集，纽约市的天际线；不可思议的景观（主要是人在水中）；她的爱人Siobhan；和婴儿，父母和家庭生活。
2006年，她的展览《Chasing a Ghost》在纽约举行。她的作品越来越有电影的特点，彰显了电影工作对她的吸引力。
澳大利亚品牌Scanlan & Theodore委托戈丁为他们的春/夏2010系列在纽约州北部拍摄模特照片。意大利奢侈品牌Bottega Veneta委托戈丁为他们春/夏2010系列给模特肖恩·奧普瑞和Anya Kazakova拍摄照片，唤起了她对于《Ballad of Sexual Dependency》的记忆。2011年，戈丁给周仰杰设计的奢侈品宝缇嘉鞋拍摄模特照片。2013年，她拍摄迪奥的《1000 LIVES》广告，主角为羅伯·派汀森。
2022年，美国导演劳拉·柏翠丝拍摄纪录片《美人们与流血事件》，介绍戈丁参与反阿片类药物运动的经历。影片於2022年9月3日在第79屆威尼斯影展上首映，最終赢得了最高榮譽金獅獎，成為繼《一條大路通羅馬》後又一部獲此大獎的紀錄片。

## 批评
一些批评人士指责她的作品表现了使用海洛因十分光鲜亮丽，并成为油漬搖滾开拓者，后来被青年时尚杂志推广。然而在2002年《觀察家報》的访问中，戈丁说用“海洛因时尚”来卖衣服和香水“是邪恶和应受谴责的”。

### 审查
戈丁的作品展览在巴西开幕的两个月前，由于其色情性质被审查。主要原因是含有性行为时儿童在旁边的照片。在巴西，有禁止未成年人与色情有关的图像法。

## 出版物

### 照片集
- The Ballad of Sexual Dependency. New York, NY: Aperture, 1986. ISBN 978-0-89381-236-2.
- Cookie Mueller (exhibition catalogue). New York, NY: Pace/MacGill Gallery, 1991.
- The Other Side. Perseus Distribution Services, 1993. ISBN 1-881616-03-7.[18]
- Vakat. Cologne: Walter Konig, 1993.
- Desire by Numbers. San Francisco: Artspace, 1994.
- A double life. Zurich: Scalo, 1994.
- Tokyo Love. Tokyo: Hon don do, 1994.
- The Golden Years (exhibition catalogue). Paris: Yvon Lambert, 1995.
- I'll Be Your Mirror (exhibition catalogue). Zurich: Scalo, 1996. ISBN 978-3-931141-33-2.
- Love Streams (exhibition catalogue). Paris: Yvon Lambert, 1997.
- Emotions and Relations (exhibition catalogue). Cologne: Taschen, 1998.
- Ten Years After: Naples 1986-1996. Zurich: Scalo, 1998. ISBN 978-3-931141-79-0.
- Couples and Loneliness. Tokyo: Korinsha, 1998.
- Nan Goldin: Recent Photographs. Houston: Contemporary Arts Museum, 1999.
- Nan Goldin. 55, London: Phaidon, 2001. ISBN 978-0-7148-4073-4.
- Devils Playground. London: Phaidon, 2003. ISBN 978-0-7148-4223-3.
- Soeurs, Saintes et Sibylles. Editions du Regard, 2005. ISBN 978-2-84105-179-3.
- The Beautiful Smile. Göttingen: Steidl, 2007. ISBN 978-3-86521-539-0.
- Variety: Photographs by Nan Goldin. Skira Rizzoli, 2009. ISBN 978-0-8478-3255-2.
- Eden and After. London: Phaidon, 2014. ISBN 978-0714865775.[19]

## 奖项
- 2006: 法國榮譽軍團勳章[20]
- 2007: 哈苏奖（英语：Hasselblad Award）[21][22]
- 2012: 第53届爱德华·麦克道威尔勋章[23]